# Ransom Riggs
Ransom Riggs (3 de fevereiro de 1979) é um escritor e cineasta americano, conhecido por seu livro Miss Peregrine's Home for Peculiar Children.

## Vida e educação
Riggs nasceu no estado de Maryland em 1979 e cresceu na Flórida, onde frequentou a escola Pine View School for the Gifted. Ele estudou literatura inglesa no Kenyon College e estudou cinema na Universidade do Sul da Califórnia.

## Carreira
Seu trabalho em curtas-metragens para a Internet e blogs para o Mental Floss deu-lhe a oportunidade de escrever The Sherlock Holmes Handbook, que foi lançado como um tie-in para o filme Sherlock Holmes de 2009.
Riggs tinha coletado fotografias cotidianas curiosas e perguntou a sua editora, Quirk Books, sobre a utilização de algumas delas em um livro de imagens. Por sugestão de um editor, Riggs usou as fotografias como um guia a partir do qual foi feita uma narrativa.  O livro resultante foi o Miss Peregrine's Home for Peculiar Children, que ficou na lista de best-sellers do The New York Times e foi adaptado para um filme.
Outro livro inspirado em fotografias antigas, Talking Pictures foi publicado pela Harper Collins  em outubro de 2012. A sequência Hollow City: The Second Novel of Miss Peregrine's Children foi lançado em 14 de janeiro de 2014. Um terceiro livro intitulado Library of Souls foi anunciado no início de 2015. Foi lançado em 22 de setembro de 2015.

## Vida pessoal
Atualmente, Riggs vive em Los Angeles na Califórnia e é casado com a autora Tahereh Mafi desde 2013.

## Obras

### SérieMiss Peregrine
- Miss Peregrine's Home for Peculiar Children (2011)
- Hollow City (2014)
- Library of Souls (2015)
- A Map of Days (2018)
- The Conference of the Birds (2020)
- The Desolations of Devil's Acre (2021)

#### Relacionados à série
- Miss Peregrine's Home for Peculiar Children: The Graphic Novel (2011), com Cassandra Jean
- Tales of the Peculiar (2016), coleção de contos
- Hollow City: The Graphic Novel (2016), com Cassandra Jean

### Livro isolado
- Arcanum (2015)

### Não-Ficção
- The Sherlock Holmes Handbook: The Methods and Mysteries of the World's Greatest Detective (2009), guia
- Talking Pictures: Images and Messages Rescued from the Past (2012), fotografias

### Em português
- O Orfanato da Srta. Peregrine Para Crianças Peculiares. [S.l.]: Leya. 2015. ISBN 9788544102848
- Cidade dos Etéreos. [S.l.]: Intrínseca. 2016. ISBN 9788580578904
- Biblioteca de Almas. [S.l.]: Intrínseca. 2016. ISBN 9788580579666
- Contos peculiares. [S.l.]: Intrínseca. 2016. ISBN 9788551000533
- Mapa dos dias. [S.I.]: Intrínseca. 2018. ISBN 9788551003671[10]

## Adaptação
- Miss Peregrine's Home for Peculiar Children (filme) (2016) filme dirigido por Tim Burton, baseado no livro de mesmo nome.